# Echinocardium cordatum
Oursin-cœur, Souris de mer
Espèce
L’oursin-cœur (Echinocardium cordatum) également appelé souris de mer est une espèce d'oursins de la famille des Loveniidae (les « oursins-cœur »).

## Description
C'est un oursin irrégulier à symétrie secondaire bilatérale : la bouche a migré vers l'avant du test (coquille) et l'anus vers l'arrière, créant un axe antéro-postérieur inhabituel chez les oursins (mais caractéristique des Spatangoida), et donc une forme de cœur vu du dessus (avec un sillon antérieur très visible). Son test mesure entre 7 et 9 cm de diamètre, et ses radioles (piquants) sont fines, courbes et comme brossées vers l'arrière, ressemblant à des poils : leur morphologie permet à l'animal d'évoluer à son aise dans le sable, tout en créant un courant qui guide et filtre le sédiment vers la bouche. Sa couleur est proche de celle du sable. Cette espèce nominale correspond en réalité à plusieurs espèces biologiques, il s'agit donc d'un complexe d'espèces.

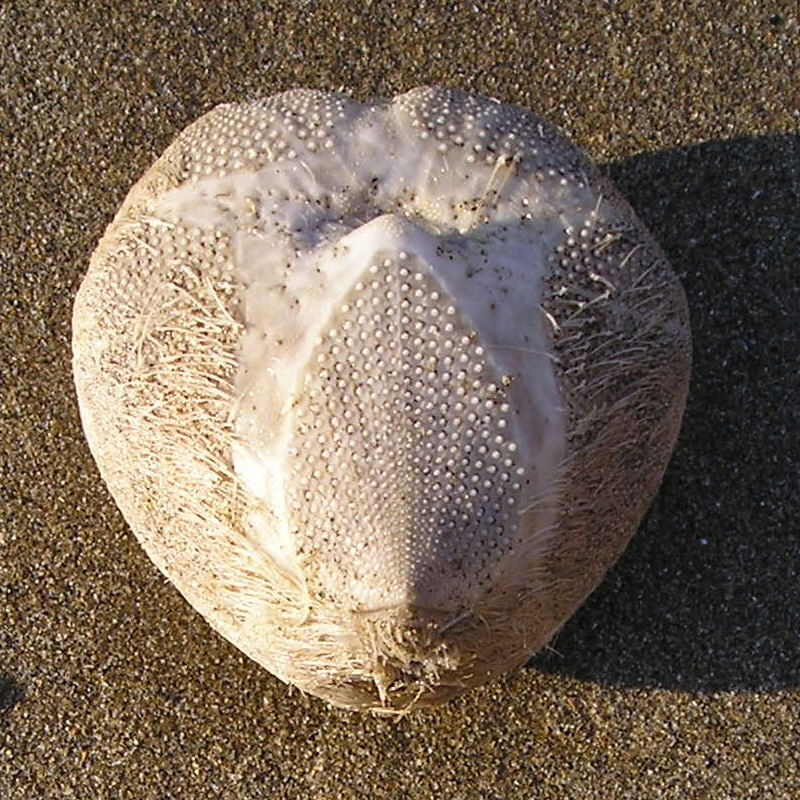
Le test nu a une forme de cœur.
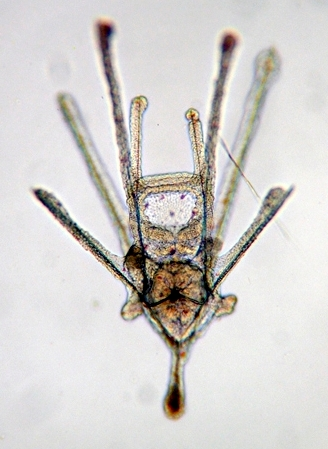
Larve Pluteus d’Echinocardium cordatum.
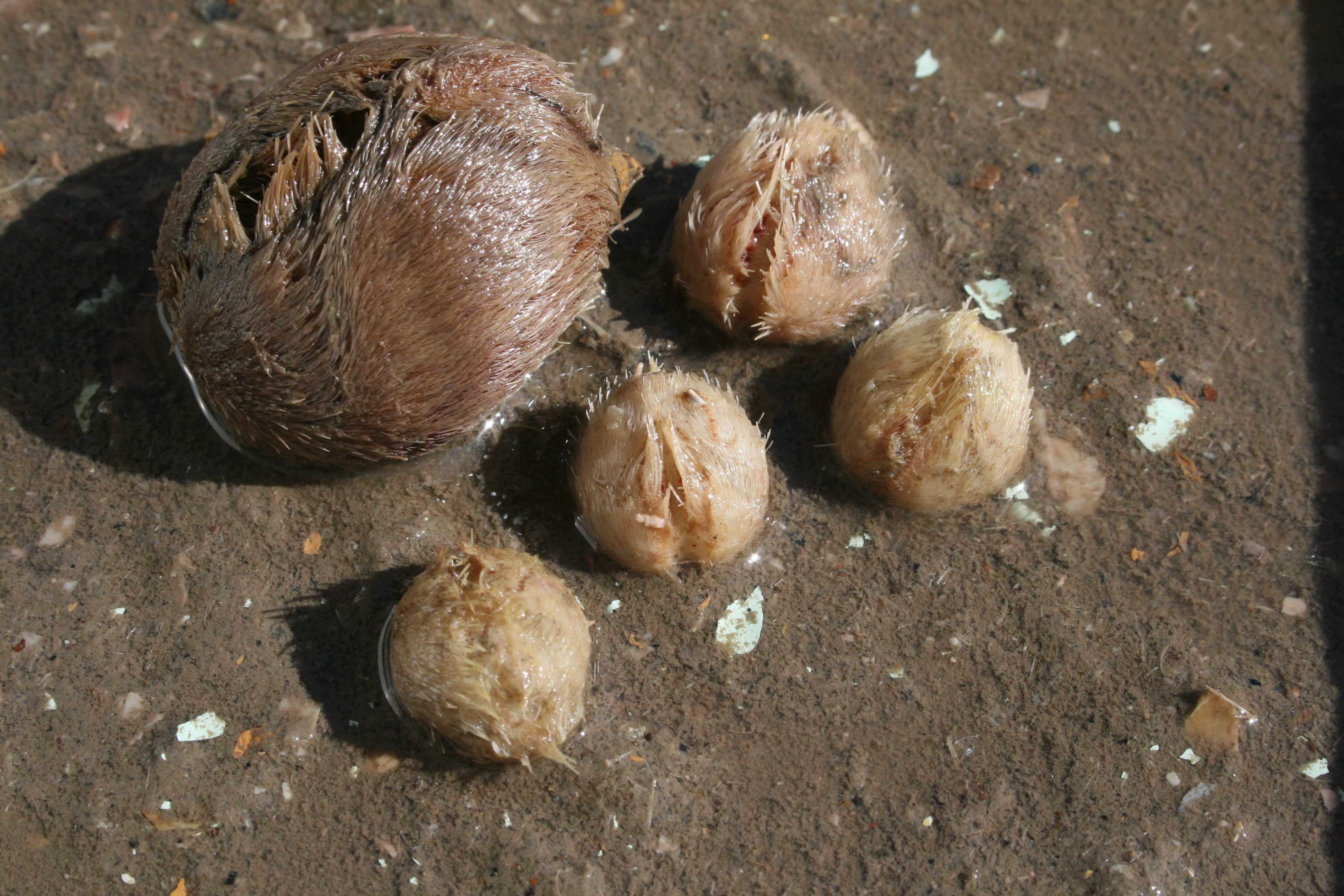
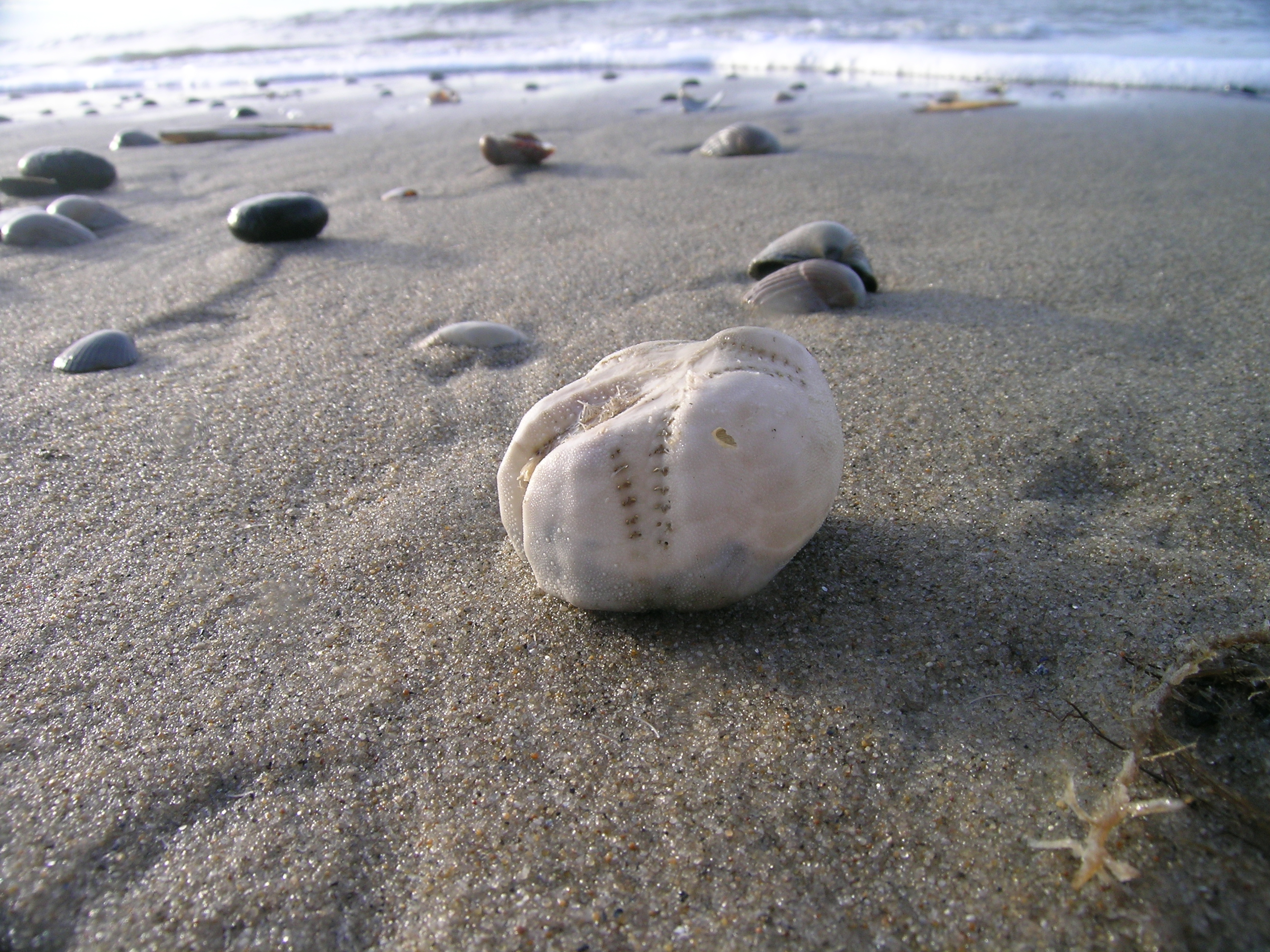

## Habitat et répartition
Il est présent dans toute l'Europe, dans les eaux froides ou tempérées de la mer Manche, de l'Atlantique (jusqu'en Afrique du Sud), de l'Océan Pacifique et de la Méditerranée. Il vit dans le sable dans lequel il creuse un terrier, préférant les fonds sableux aux fonds boueux (même s'il tolère une grande variété de substrats), et on le retrouve jusqu'à 200 m de profondeur, parfois en concentrations importantes.

## Écologie et comportement
Cet oursin se nourrit en filtrant le sédiment pour en retirer des nutriments. Il se creuse un terrier (à environ 20 cm sous le sable), dont il ne sort que rarement : il communique avec la surface par une « cheminée respiratoire », et est capable d'avancer sous le sable à une vitesse d'1 à 2 cm/h.
Ils peuvent vivre jusqu'à 20 ans.
Sa reproduction a lieu en été ; elle est sexuée et gonochorique : la fécondation a lieu en pleine eau, où les larves vont se développer parmi le plancton avant de se fixer au bout de quelques semaines.
Ses principaux prédateurs sont les étoiles de mer vivant dans le sable (comme Astropecten aranciacus), mais aussi les poissons plats et les dorades quand il est trop près de la surface du sable. On le trouve parfois en compagnie d'autres animaux, et notamment d'ophiures comme Amphiura filiformis et Ophiura albida.

## Origine du nom
Cet oursin a de multiples surnoms, souvent liés au fait que l'on retrouve souvent le test des individus morts sur les plages : oursin-cœur, oursin-patate, souris de mer, oursin de sable, œuf de grisard... Son nom scientifique Echinocardium cordatum signifie « oursin-cœur en forme de cœur ».